# 도르
도르(Dor)는 인도에서 제작된 나게쉬 꾸꾸누루 감독의 2006년 영화이다. 아예샤 타키아 등이 주연으로 출연하였다.

## 출연

### 주연
- 아예샤 타키아

### 조연
- 기리시 카나드
- 루샤드 래너
- 나게쉬 꾸꾸누루
- 비샬 말호트라
- 쉬레야스 딸파데
- 굴 파나그